# Anne Sofie von Otter
Anne Sofie von Otter (født 9. maj 1955 i Stockholm) er en svensk mezzosopran. Hun optræder på både opera- og koncertscener over hele verden. I 1995 blev hun udnævnt til svensk hovsångerska.

## Biografi
Anne Sofie von Otter blev født i Stockholm som datter af diplomaten Göran von Otter. Hun voksede op i Bonn, London og Stockholm. Efter studier i Stockholm og på Guildhall School of Music and Drama i London, blev hun ansat ved operaen i Basel i perioden 1983-1985. Der debuterede hun på operascenen som Alcina i Joseph Haydns Orlando paladino. Hun fortsatte med roller som Dora Bello i Così fan tutte og Sesto i La clemenza di Tito, begge med musik av Wolfgang Amadeus Mozart. Andre betydelige roller var Hänsel i Hänsel und Gretel af Engelbert Humperdinck og Clairon i Capriccio af Richard Strauss.
Hun debuterede på Covent Garden i 1985 og på Teatro alla Scala i 1987. Metropolitan-debuten i 1988 var som Cherubino i Mozarts Figaros Bryllup.
Rollen som Oktavian i Strauss' Rosenkavaleren har Anne Sofie von Otter sunget i otte operahuse på tre kontinenter, med forestillinger i Stockholm, München, London, Paris, Wien, Chicago, New York City og Japan. Denne rolle synger hun også på en CD fra 1992, med Bernard Haitink som dirigent, samt på en DVD fra 1994 med Carlos Kleiber som dirigent.
I årene som fulgte fortsatte hun med at optræde på operascener i roller af Mozart, Georg Friedrich Händel og Claudio Monteverdi.
På hendes koncertrepertoiret er der vægt på musik af Gustav Mahler, Johannes Brahms, Edvard Grieg, Franz Schubert, Hugo Wolf og Jean Sibelius. Siden 1980 har hun samarbeidet med pianisten Bengt Forsberg, som har været hendes faste akkompagnatør ved et stort antal koncerter og indspilninger.
Hun har samarbejdet med en række berømte dirigenter, blandt andre Georg Solti, Claudio Abbado og John Eliot Gardiner.
I 2001 udgav hun, sammen med Elvis Costello, albummet For the Stars. Det er et pop-album, som blev tildelt den hollandske musikkpris Edison Award.
I 2003 vandt Anne Sofie von Otter Rolf Shockprisen i kategorien Musik.
I 2006 udgav hun I Let the Music Speak; det var hendes andet album i pop-genren, med musik af Benny Andersson og Björn Ulvaeus fra deres tid i ABBA.
I 2007 udgav hun det meget omtalte album Terezin/Theresienstadt med musik af komponister som sad fængslet i nazistenes koncentrationslejr Theresienstadt før de ble transportert til dødslejren i Auschwitz. Anne Sofie von Otter har i den anledning fortalt at materialet på albummet har stor betydning for hende personligt, da hendes far Göran von Otter, som var svensk diplomat i Berlin under andre verdenskrig, forgæves forsøgte at få det svenske Udenrigsministerium til at reagere på de informationer om de nazistiske dødslejre som han havde videreformidlet til dem fra Kurt Gerstein.